# Hold Your Breath
Pour plus de détails, voir Fiche technique et Distribution.
Hold Your Breath est un film américain de 2024 réalisé par Karrie Crouse et Will Joines. Il été présenté en première dans la section Special Presentations du Festival international du film de Toronto le 12 septembre 2024, suivi d’une sortie en streaming en tant que film original Hulu via Searchlight Pictures le 3 octobre 2024. Il est également sorti à l’international sur Disney+.

## Synopsis
Dans l’Oklahoma des années 1930, Margaret Bellum vit sur des terres agricoles autrefois prospères, aujourd’hui rasées par le Dust Bowl. Elle travaille aux côtés de ses deux filles, Rose, l’adolescente, et sa sœur cadette Ollie, qui est devenue sourde et muette après une crise de scarlatine. Sa plus jeune fille, Ada, est décédée des suites de la maladie, ce qui provoque chez Margaret, en deuil, de violents épisodes de somnambulisme, qu’elle prévient en prenant des somnifères. Le mari de Margaret, Henry, a déménagé à Philadelphie pour prendre un emploi dans la construction, et bien qu’il souhaitait que Margaret et les filles le rejoignent, Margaret a refusé en raison de sa réticence à laisser la tombe d’Ada derrière elle. Une nuit, Rose lit « The Grey Man » à Ollie, l’histoire d’un homme qui tue sa famille, mais est rattrapé par une tempête de poussière et périt.

## Fiche technique
- Titre : Hold Your Breath
- Réalisation : Karrie Crouse et Will Joines
- Scénario : Karrie Crouse
- Musique : Colin Stetson
- Production : Searchlight Pictures
- Pays de production : États-Unis
- Langue originale : anglais
- Genres : horreur / thriller psychologique
- Durée : 94 minutes
- Date de sortie : 
  - Canada : 12 septembre 2024(Toronto International Film Festival)

## Distribution
- Sarah Paulson : Margaret Bellum
- Amiah Miller (en) : Rose Bellum
- Alona Jane Robbins : Ollie Bellum
- Ebon Moss-Bachrach : Wallace Grady
- Annaleigh Ashford : Esther Smith
- Bill Heck (en) : Henry Bellum